# (16837) 1997 WM39
A (16837) 1997 WM39 a Naprendszer kisbolygóövében található aszteroida. A LINEAR projekt keretében fedezték fel 1997. november 29-én.